# Le inibizioni del dottor Gaudenzi, vedovo, col complesso della buonanima
Le inibizioni del dottor Gaudenzi, vedovo, col complesso della buonanima è un film del 1971 diretto da Giovanni Grimaldi.

## Trama
Il dottor Gaudenzi, un vero uomo virile siciliano che vive a Roma, sposa la figlia di un ricco industriale. Un giorno, sua moglie sta per morire ed essendo molto religiosa, chiede a un cardinale di eseguire gli ultimi riti e chiede inoltre che suo marito si impegni a non sposarsi nuovamente e non giacere con altre donne dopo la sua morte. Vincolato dalla presenza del cardinale, Gaudenzi promette, e lei prontamente muore. In seguito non appena sta per cadere in tentazione guardando ragazze sexy, accadono cose strane, convincendolo finalmente che la sua defunta moglie lo stia guardando, gelosa, dall'aldilà. Gaudenzi decide di rinunciare alla sua vita lussuriosa e tornando nella sua casa in Sicilia per rimanere tranquillo, chiede che gli vengano iniettati degli ormoni femminili, dopo di che incontra una donna talmente sexy a cui nessun uomo può resistere.